# Anomis thermodes
Anomis thermodes là một loài bướm đêm trong họ Erebidae.